# 武界壩
武界壩，台灣一座攔河堰，位於南投縣仁愛鄉境內，跨及法治村、萬豐村，即日月潭東北方約12公里處，鄰近武界部落。武界壩功能為攔截濁水溪主流及其支流萬大溪的溪水，透過引水隧道，將溪水送至日月潭儲蓄、調節，再導入發電廠發電。由於濁水溪輸沙量大，武界壩攔阻很多濁水溪上游的沙石在武界壩以上的河床，因此武界壩淤積嚴重。

## 沿革
武界壩是日治時期日月潭水力發電計畫之一。1917年（大正六年）台灣總督府命山形要助博士策畫水力調查，向日本政府提出日月潭水力開發計畫，1921年（大正十年）北山坑發電所竣工，1922年（大正十一年）集集線鐵道與縱貫鐵路全線貫通，發電工程器械可以運送到車埕車站。1920年（大正九年）開始興築電車道及索道流籠。然而日月潭水力發電工程施工不久，即遇上第一次世界大戰，1923年又發生關東大地震，工程預算大幅增加，故1923年至1931年間，日月潭水力發電工程停工。
1927年（昭和九年），日本邀請美國石威公司（Stone and Webster）的水力發電工事權威技術者，前來台灣對日月潭水力發電工事重新作評估，並召集日本國內地質、水文專家進行修正。1931年（昭和六年）正式復工。台灣電力株式會社提出修正計畫，從濁水溪上游興建混凝土堰堤武界壩以及引水口，利用武界引水隧道引取武界地區濁水溪的溪水進入日月潭。日月潭工程復工期間，每天在工區工作的人數有3、4千人，幾乎等於施工區域附近的居民總合。施工期間，大批技師、技手、及工人們在叢山峻嶺內工作，尤其是在暗無天日的隧道中進行施工，具有極高的危險性，因此不少人殉難於此。1934年（昭和九年）日月潭水力發電正式完工。1934年9月，武界引水道開始出水，日月潭水位開始上升，配合在日月潭的水社與頭社興建之水社壩及頭社壩提高蓄水量，原本的日潭及月潭連接起來，成為今日的日月潭。

## 設施

### 武界堰堤
武界壩位於曲冰到武界間，位於濁水溪河床最狹窄的地方，功能為攔截濁水溪上游的溪水，將水引進武界引水隧道。武界壩壩高57.6公尺，壩長90.91公尺，設有6座閘門以供洩洪及排沙之用。因為濁水溪的含沙量很大，為了延長武界壩的使用壽命，當年在施工時特別在壩堤的左邊設有三座排沙口，以減少泥沙淤積。此外，在武界壩排沙道上方，設有鐵管將武界壩的水通到村內的水圳，提供武界地區居民灌溉之用。

### 武界引水隧道

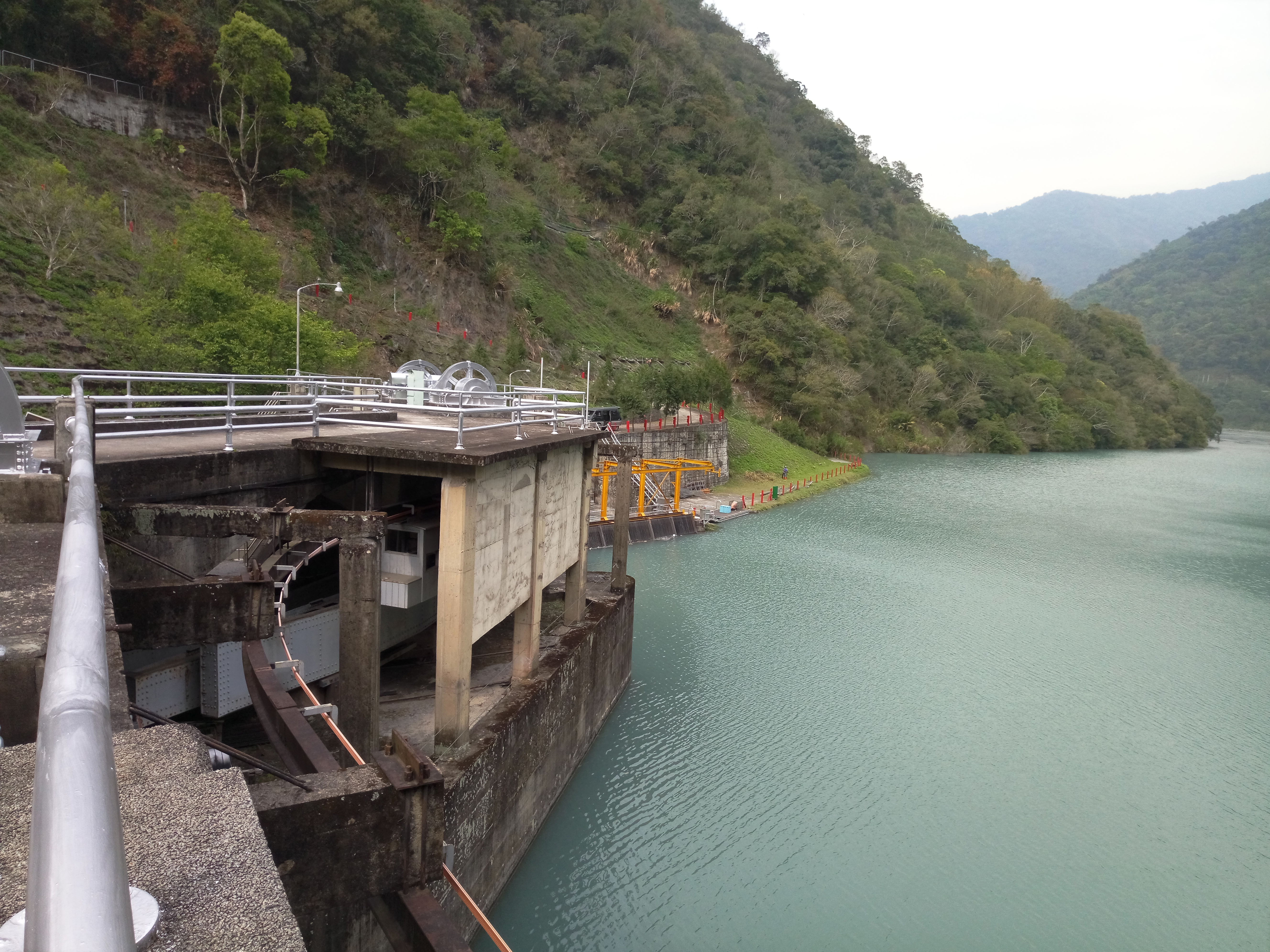
舊武界引水隧道進水口

1931年修正後復工之日月潭發電計畫，貯水庫的容量較原計畫少，取水水量由原本計畫的55.6每秒立方公尺減為44.31每秒立方公尺，所以從濁水溪到日月潭之間的引水隧道斷面，由原設計的高5.60公尺，寬4.15公尺，修正為高、寬皆為4.51公尺。引水渠道系統原計劃以遷就地表、地形為原則，因此多彎曲，而多明渠、水橋等，計畫經過修正之後，渠道改為直線渠道，並採用隧道結構物，以避免受洪水的損害，水路總長和武界壩取水口的位置變更，總共縮短5,100公尺，總計武界引水隧道長度為15.12公里，其中共建有8座無壓隧道，全長總計13.72公里，3座開渠長0.5公里，4座暗渠長0.734公里，1座水橋長0.076公里，全斷段均以混凝土襯砌，最大通水量為41.13秒立方公尺。武界引水隧道完工後，濁水溪的溪水於大竹湖水域注入日月潭，形成「日月湧泉」景觀。

### 新武界引水隧道

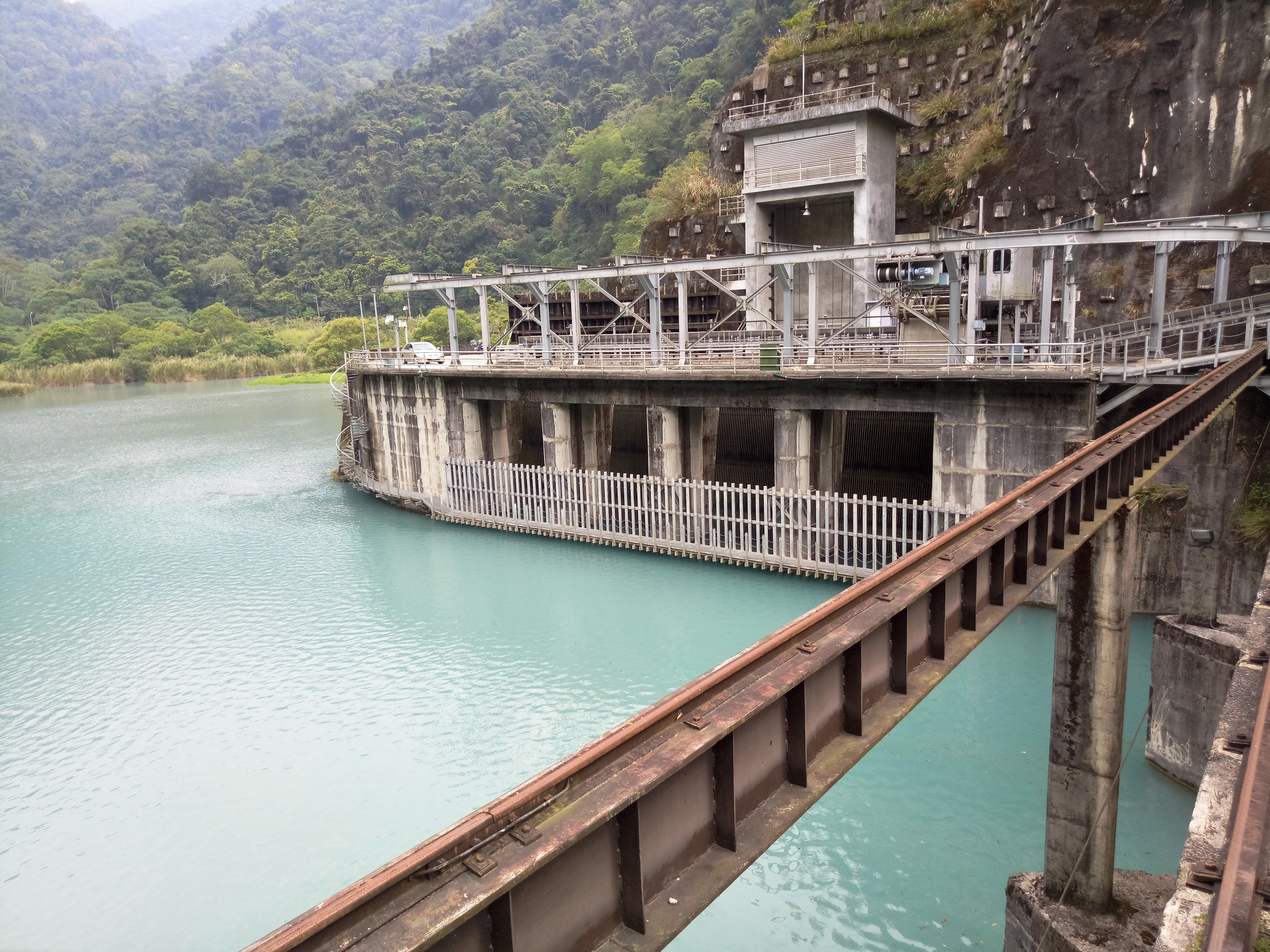
新武界引水隧道進水口

武界引水隧道1934年完工，歷史悠久，隧道混凝土劣化嚴重，台灣電力公司為了確保日月潭的水源供給無虞，必須興建一條引水隧道取代。工程全名為「新武界隧道與栗栖溪引水工程」，可分為新武界引水隧道及栗栖溪引水隧道兩大部分。其中新武界引水隧道工程係自武界壩興建引水隧道至下游的日月潭，上游隧道並匯入新建之栗栖溪引水隧道，將武界壩上游濁水溪的水源及濁水溪支流栗栖溪溪水越域引水至日月潭。新武界引水隧道全長13,957公尺，其他設施包括新武界進水口、過河段拱橋及出水口。而栗栖溪引水隧道全長2,439.5公尺，其他設施包括栗栖壩、栗栖壩進水口及栗栖沉砂池，於過河段前匯入新武界引水隧道。整體工程於2006年完工啟用，從此舊武界引水隧道卸下了昔日供給日月潭水源的重責大任，僅做為調配用引水隧道，往昔注入日月潭出水口形成的「日月湧泉」景觀就較少出現，僅能看到湧出的水在湖面蕩起一波波漣漪。

## 無預警放水事故
2020年9月13日凌晨4時12分、5時8分，武界壩的6號排洪閘門因為不明原因兩度開啟而導致栗栖溪的溪水暴漲，造成位於南投縣仁愛鄉武界栗栖溪，無視警告仍堅持在河床上露營的2個家庭共計6人有5人遭溪水沖走，4人死亡的意外。
- 「上游水霸電廠，隨時會排放水，敬請勿入溪中，確保生命安全」
- 「進入山地管制區者應向轄區警察分局申請許可，未經許可違法入山者，依法論處」

法律扶助基金會的律師林智群，自稱應該國家賠償引發各方議論。桃園市議員王浩宇則認為可能不行。

## 圖集

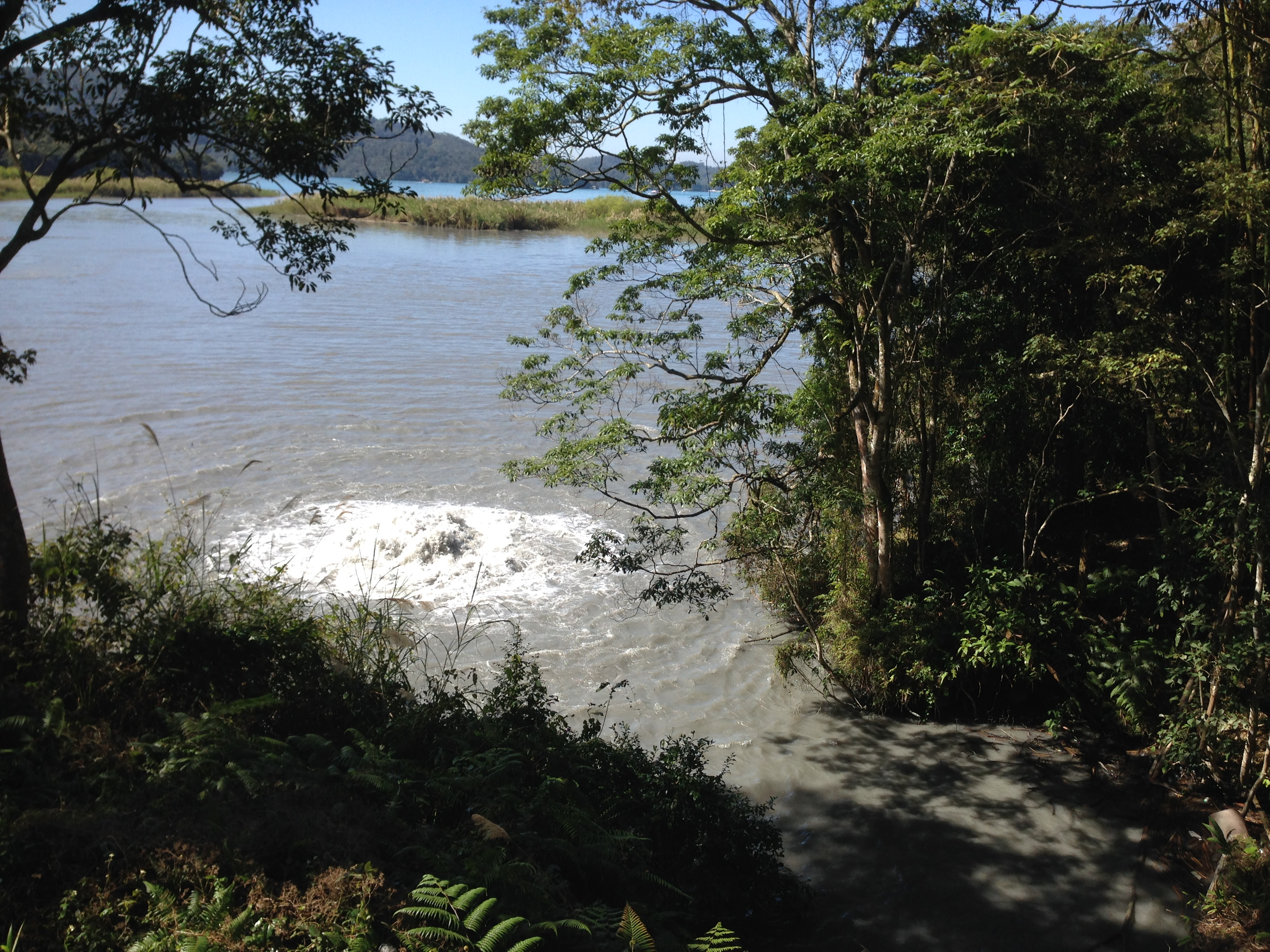
日月潭大竹湖進水口
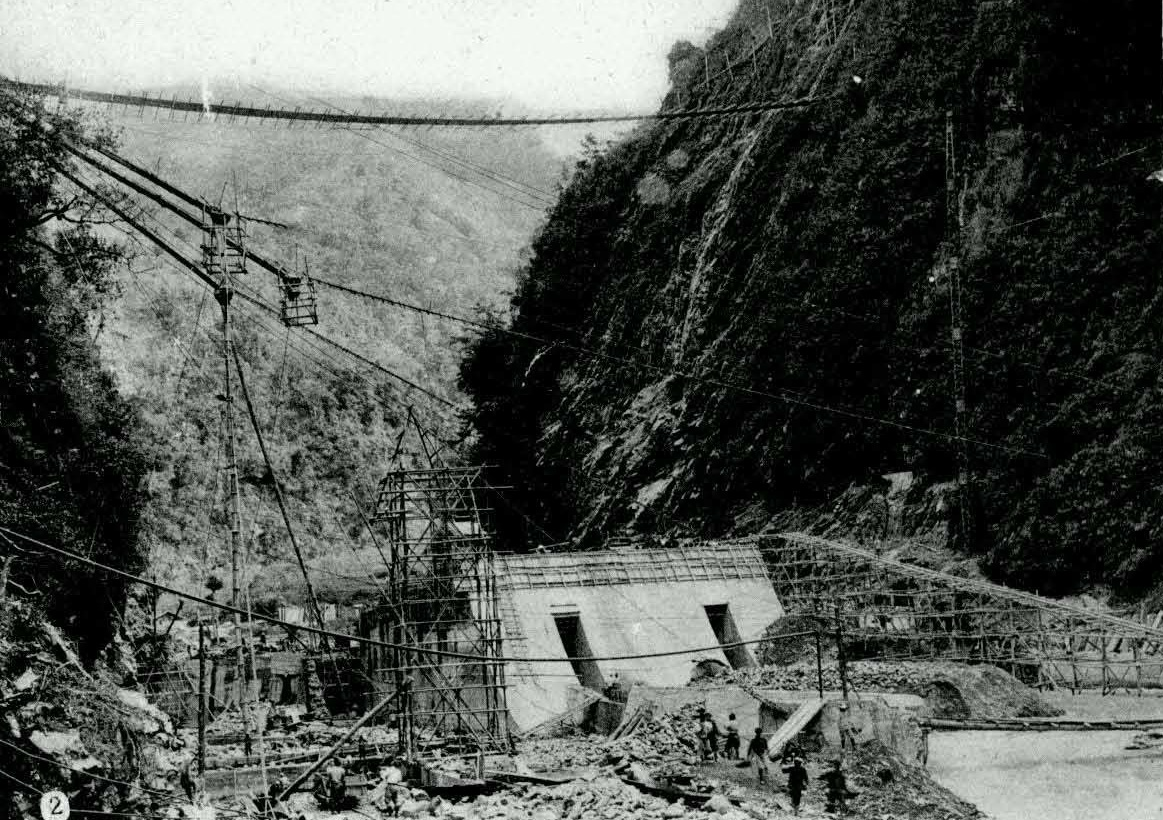
1933年興建時的武界壩樣貌
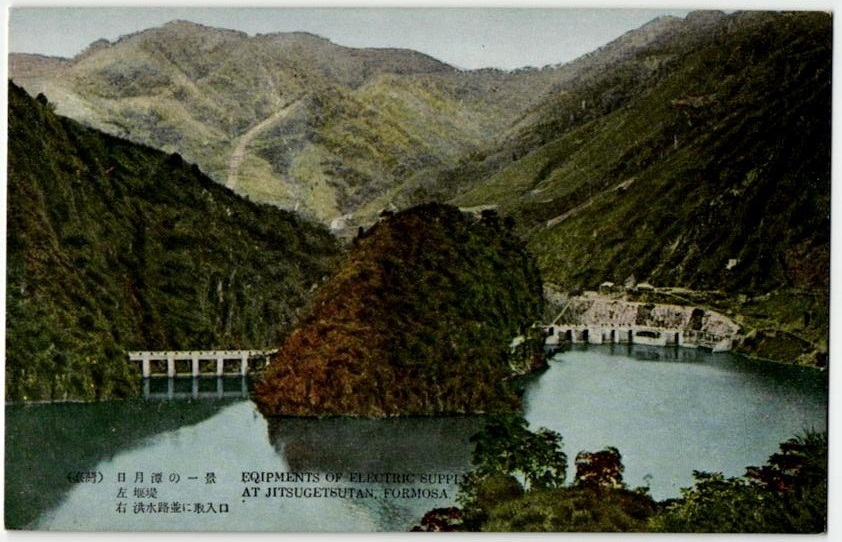
武界壩調整池（武界水庫）
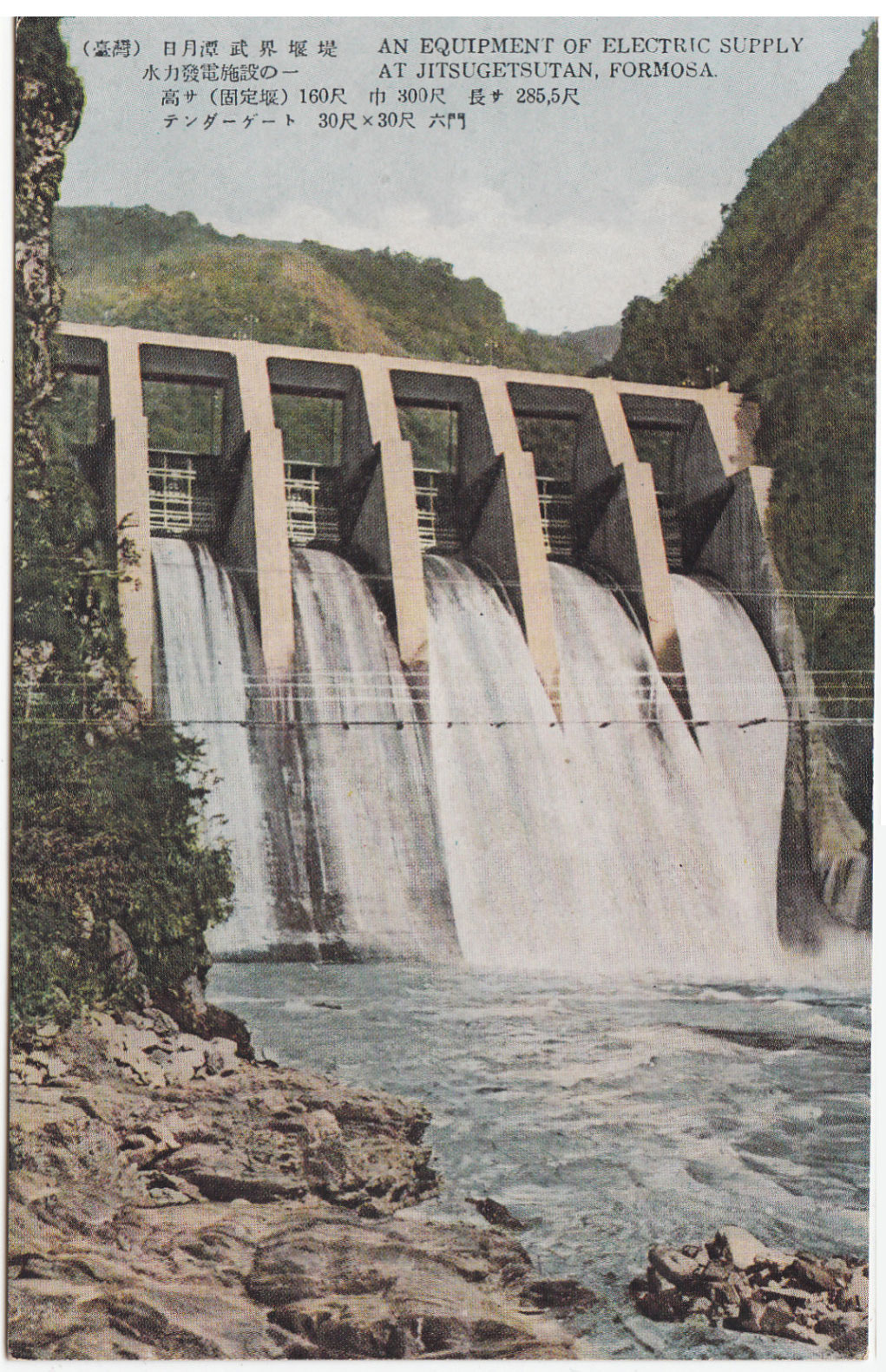
武界壩正面
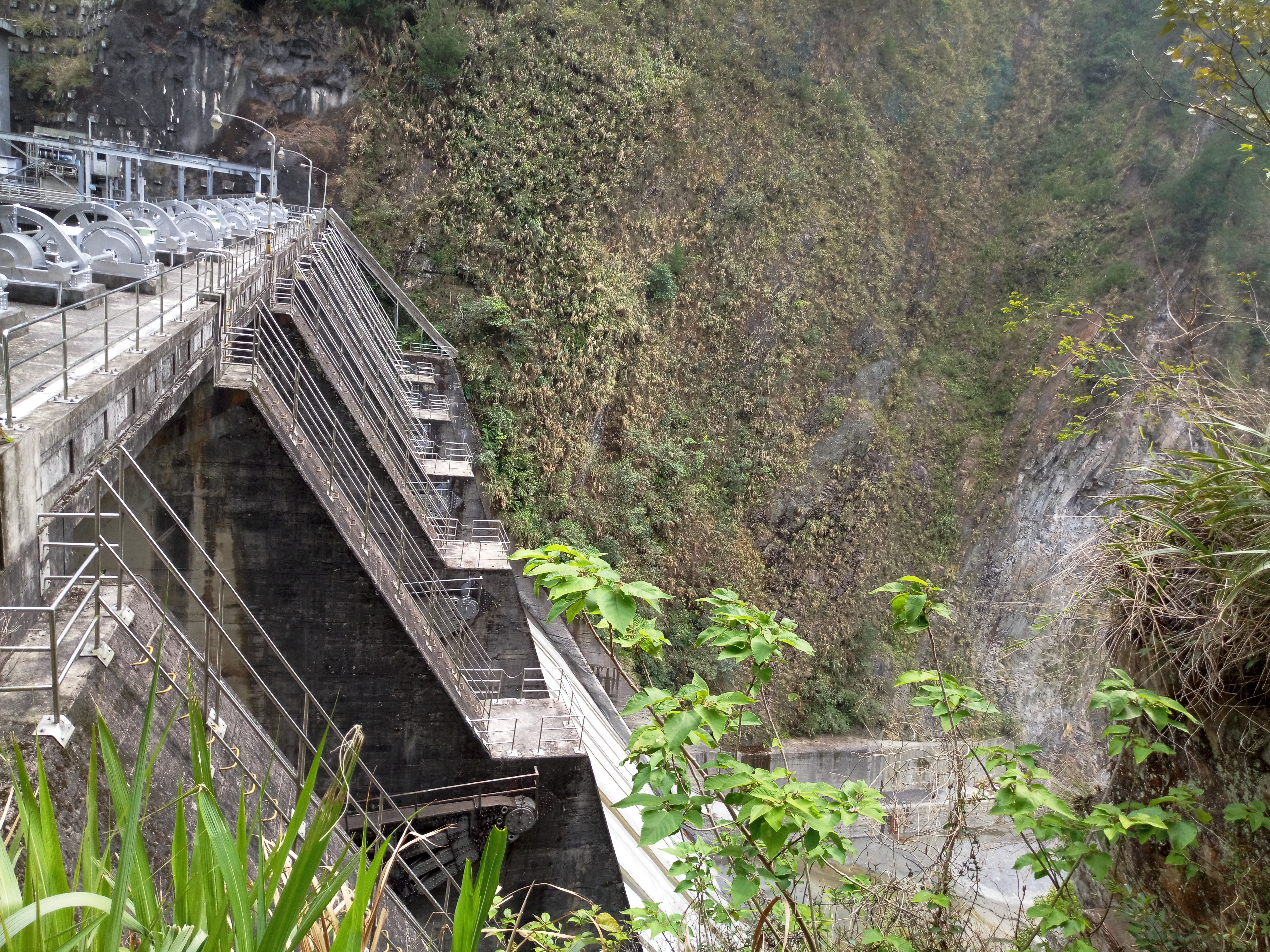
武界壩大壩側面
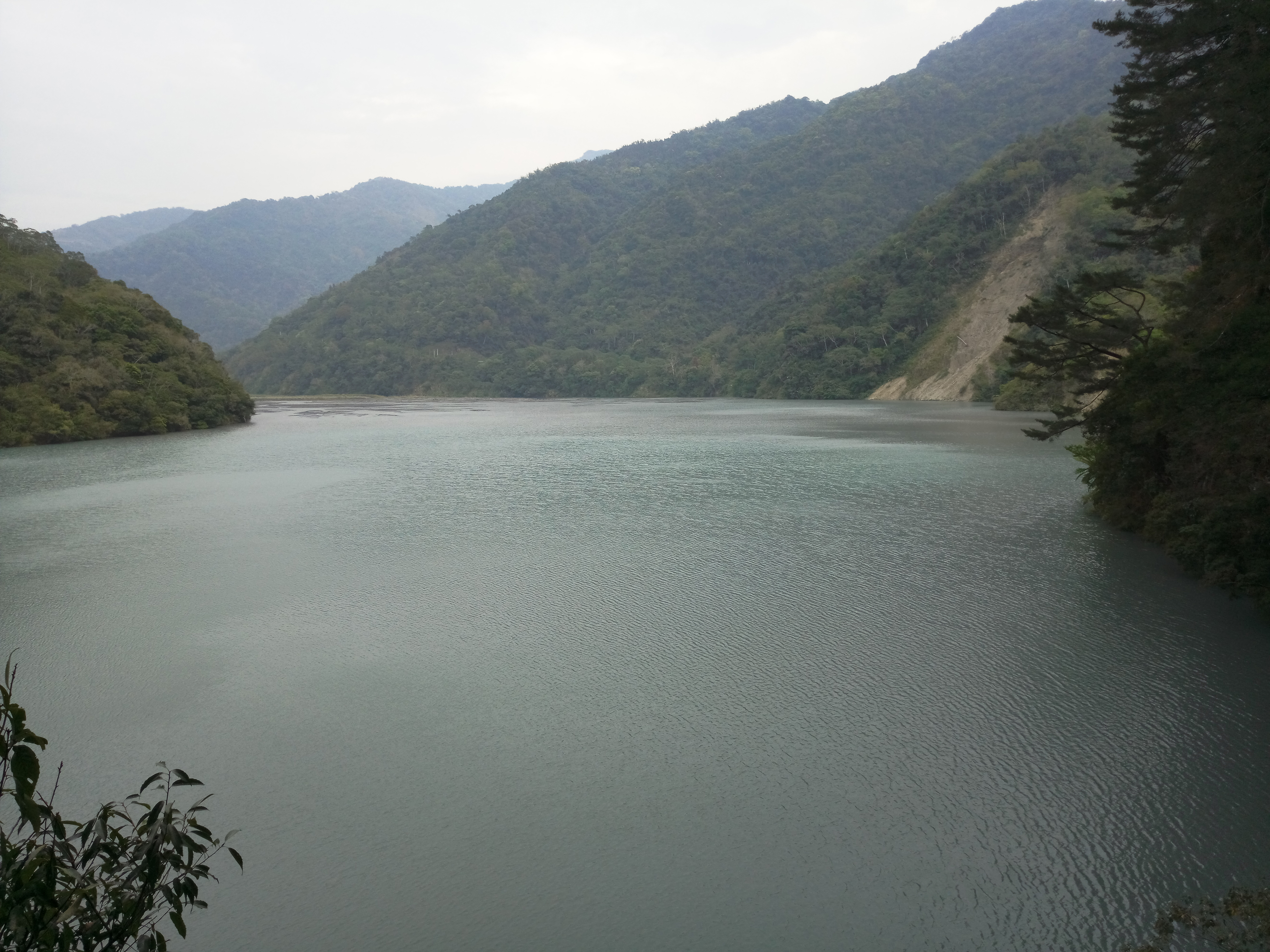
武界壩上游蓄水區
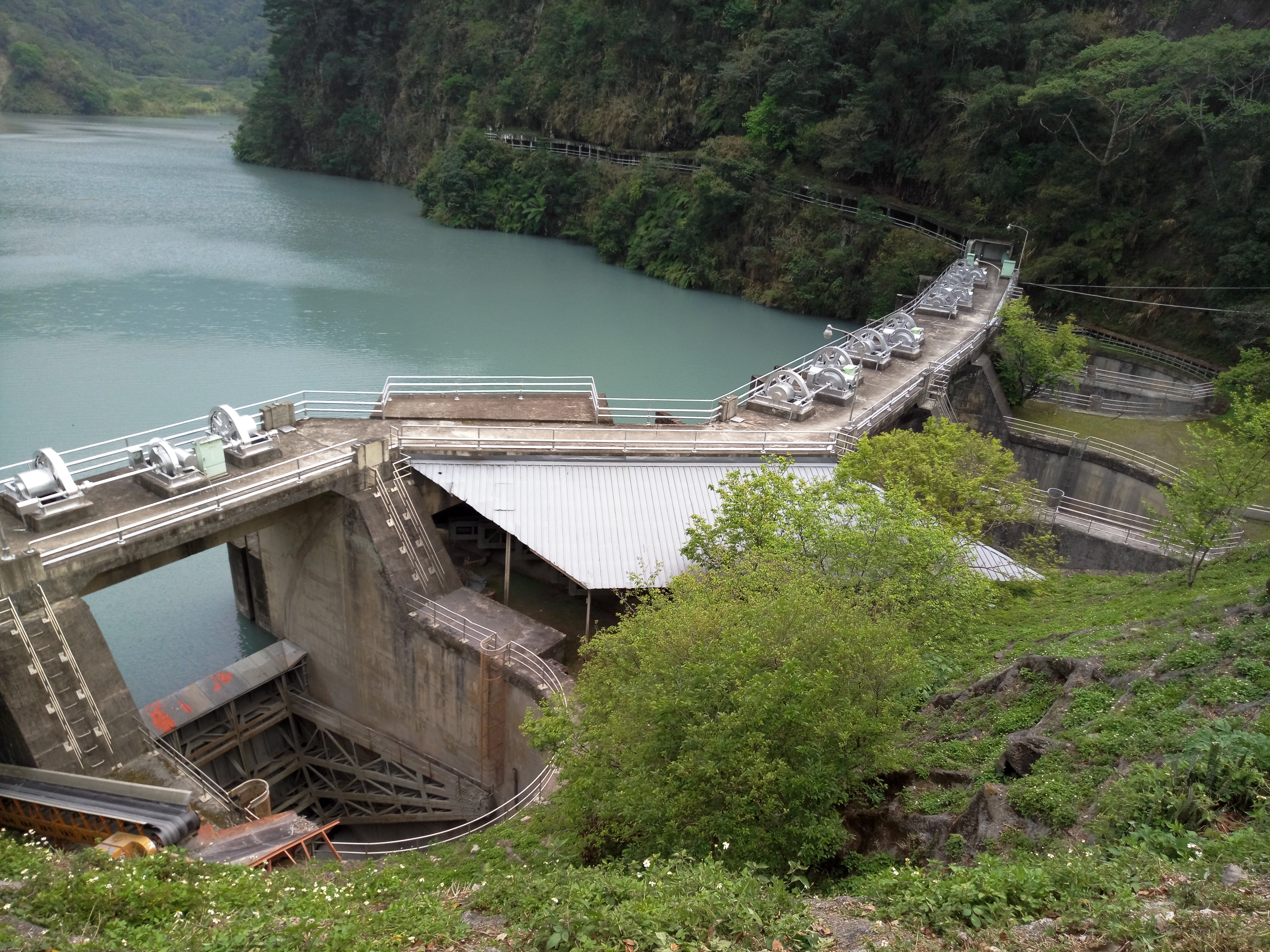
武界壩排砂隧道喇叭口

## 外部連結
- 經濟部主管法規共用系統-法規沿革-武界壩水庫運用要點 （页面存档备份，存于）
- 行政院公報資訊網- 公告武界壩水庫蓄水範圍。
- YouTube上的吉普車闖武界溯溪　巡守隊制止爆衝突 - 三立新聞台2017年1月2日